# لوجزي سلاك
لوجزي سلاك (23 يوليو 1932 - 29 سبتمبر 2011 ) موسيقي سلوفيني، وهو واحدًا من رواد الموسيقى الشعبية السلوفينية. وكان معروفًا جدًا بين اقرانه بالعزف على الاكورديون وقام سلاك ايضًا بتأليف بعض من الاناشيد الشعبية هو وفرقته

## النشأة والوظيفة
ولد سلاك في قرية تسمى جوردنكال وترعرع فيها، تعلم العزف على الاكورديون من عمه لوديفيك واتقن بعض من الاغاني المعزوفة عليه قبل دخوله المدرسة الثانوية . وعندما كان سلاك في الخامسة عشرة من عمره كان يؤدي في حفلات الزفاف وبقي على هذه الحال 10 سنوات يسكب من العزف. كانت نقطة التحول في حياة سلاك في سنة 1957 عندما قام بالمشاركة ببرنامج مواهب على الراديووأصبح مشهورًا انذاك.

## فرقة لوجزي سلاك
قام سلاك بتشكيل فرقة رباعية مع اخوته، كان احدهم عازفًا على البوق، والاخر على الكلارينيت وأصغر اخوته على الغيتار.وفي عام 1964 قام سلاك بالتعرف على فرقة فانتجي إس برابروتنا وأصبحو فرقة واحدة كبيرة تؤدي الكثير من العروض. بقيت الفرقة تعزف لمدة 50 سنة وتؤلف مؤلفاتها الخاصة.وعلى المجمل، قام سلاك بتاليف ما يقارب 500 أغنية منفردة مما جعله مؤلف أحد افرع الموسيقى. وفي عام 2005 قام سلاك بعقد ترتيبًا لأغنية مع فرقة روك تسمى بيغ فوت ماما وقامو بتاليف أغنية تحتوي على مزيج من أغاني الروك والفلكلورية الشعبية لسلوفينيا وقد نالت الأغنية إعجاب من السكان المحليين. وقد قامو بغنائها في العديد من المحاضر وايضًا في حفلات غناء الروك.

## أشهر مؤلفاته الموسيقية
من أشهر مؤلفاته الموسيقية التي ابهرت سلوفينيا بلحنها المتقن including Čez Gorjance (1965), V dolini tihi je vasica mala (1966), Po dekle (1967) and Mama, prihajam domov (1985)

## زوجته
تزوج سلاك من إيفانكا جابر وعاشا معاً قُرابةَ واحد وخمسين عاماً ( 1960-2011)

## وفاته
توفي سلاك سنة 2011 وهو يحارب سرطان العظام ودفن في سينتفاد.